# Коцюбинский, Тихон Антонович
Ти́хон Анто́нович Коцюби́нский (1907—1973) — участник польского похода РККА, советско-финской и Великой Отечественной войн, Герой Советского Союза (1940).

## Биография
Родился 5 августа 1907 года в селе Щедрова, ныне посёлок городского типа Летичев Хмельницкой области Украины, в крестьянской семье. Украинец.
Окончил 7 классов, сельскохозяйственный техникум. Работал агрономом МТС.
В Красной Армии в 1929—1932 годах и с 1939 года. В 1939 году окончил пехотное училище. Участвовал в польском походе РККА в 1939 году. Участник советско-финской войны 1939—1940 годов. Член ВКП(б) с 1940 года.
За отвагу и умелое руководство боем на подступах к городу Выборг — командиру роты 250-го полка 123-й стрелковой дивизии лейтенанту Коцюбинскому Тихону Антоновичу Указом Президиума Верховного Совета СССР присвоено звание Героя Советского Союза.
В 1941 году окончил курсы «Выстрел». Участник Великой Отечественной войны с июня 1941 года. Воевал с немецко-фашистскими захватчиками на Северо-Западном, Западном, Донском, 2-м и 1-м Украинских фронтах.
В 1943 году окончил ускоренный курс Военной академии имени М. В. Фрунзе. С 22 февраля по 23 июля 1944 года Тихон Коцюбинский, в качестве командира 202-го гвардейского стрелкового полка, освобождал от гитлеровских оккупантов Украину, Румынию, Венгрию. Был ранен.
После войны продолжил службу в Советской Армии. С 1955 года подполковник Коцюбинский в запасе.
Жил в Новокузнецке Кемеровской области. Работал председателем Куйбышевского районного комитета ДОСААФ Новокузнецка.
Умер 3 апреля 1973 года.

## Награды
- Указом Президиума Верховного Совета СССР от 21 марта 1940 года «за образцовое выполнение боевых заданий командования на фронте борьбы с финской белогвардейщиной и проявленные при этом отвагу и геройство» лейтенанту Коцюбинскому Тихону Антоновичу присвоено звание Героя Советского Союза с вручением ордена Ленина и медали «Золотая Звезда» (№ 351).
- Награждён орденами Суворова 3-й степени, Красной Звезды, а также медалями.

## Память
- В Новокузнецке ежегодно проводятся соревнования по стрелковым видам спорта имени Коцюбинского Тихона Антоновича[1][2].